# Kate Griffiths
Pour les articles homonymes, voir Griffiths.
Kate Elizabeth Griffiths (née Kniveton) est une femme politique du Parti conservateur britannique et députée pour Burton de 2019 à 2024.

## Jeunesse et carrière
Kate Elizabeth Kniveton est née à Burton upon Trent . Elle fait ses études privées à la St. Wystan's School de Repton et à la Derby High School, dans le Derbyshire. Kniveton étudie les classiques à l'Université d'Exeter. Elle travaille pendant cinq ans en tant que coordinatrice de l'accueil d'entreprise pour le club de football Burton Albion.
Après que son ex-mari, Andrew, se soit présenté à l'investiture en tant que candidat conservateur pour Burton aux élections générales de 2019, elle s'oppose à lui, mais le vote se solde par une égalité. Il retire ensuite sa candidature plutôt que de faire face à un second vote dans lequel il affronterait d'autres candidats, dont son ex-épouse. Elle est sélectionnée dans le scrutin suivant. Elle est élue députée de Burton aux élections générales de 2019 avec une majorité de 14 496 voix .

## Vie privée
Griffiths épouse le député de Burton, Andrew Griffiths en 2013. Ils ont une fille en 2018. Il démissionne de son poste de ministre des petites entreprises et est suspendu du Parti conservateur après que The Sunday Mirror ait rapporté qu'il avait envoyé jusqu'à 2000 SMS sexuellement explicites sur une période de trois semaines en 2018 à deux femmes,. Griffiths rapporte qu'elle l'a quitté le jour où il lui en a parlé et qu'elle a ensuite entamé une procédure de divorce.